# Coonamble
Coonamble är en ort i Australien. Den ligger i kommunen Coonamble och delstaten New South Wales, i den sydöstra delen av landet, omkring 420 kilometer nordväst om delstatshuvudstaden Sydney. Antalet invånare är 2 975.
Trakten runt Coonamble är nära nog obefolkad, med mindre än två invånare per kvadratkilometer.. Det finns inga andra samhällen i närheten.
Omgivningarna runt Coonamble är i huvudsak ett öppet busklandskap. Genomsnittlig årsnederbörd är 530 millimeter. Den regnigaste månaden är mars, med i genomsnitt 99 mm nederbörd, och den torraste är oktober, med 2 mm nederbörd.